# غانية ملحيس
غانية حفظي ملحيس (4 أبريل 1951) هي باحثة وكاتبة سياسية واقتصادية ولدت في مدينة نابلس.

## التعليم
حصلت ملحيس على درجة البكالوريوس في المحاسبة من جامعة بيروت العربية، ودرجة الماجستير والدكتوراة في الاقتصاد السياسي من جامعة الاقتصاد الوطني والدولي في صوفيا في بلغاريا.
نشطت خلال سنوات المدرسة والجامعة في العمل السياسي والنقابي، إذ انتخبت عام 1973/1972 نائباً لرئيس الاتحاد العام لطلبة فلسطين في لبنان لشؤون الإعلام، وتولت رئاسة تحرير مجلة "صدى الثورة" التي كان يصدرها الاتحاد، ثم انتخبت عام 1977/1976 رئيساً للاتحاد العام لطلبة فلسطين في بلغاريا.

## الحياة العملية
تولت ملحيس مسؤولية إدارة التخطيط والمتابعة في مؤسسة "صامد" في لبنان عام 1979، وشغلت عدة مواقع في كل من الأمانة العامة لجامعة الدول العربية، والإدارة العامة للشؤون الاقتصادية، والإدارة العامة للشؤون الفلسطينية. كما ساهمت في تأسيس وزارة الاقتصاد الوطني الفلسطينية عام 1995/1994، وعينت وكيلاً مساعداً للوزارة، ثم ترأست المركز الوطني للدراسات الاقتصادية في العام 1997.
عينت مستشاراً لمجلس سلطة النقد في عام 2002، وتولت إدارة معهد أبحاث السياسات الاقتصادية الفلسطيني " ماس" ما بين 1998-2004، ثم عادت للعمل في الأمانة العامة لجامعة الدول العربية عام 2004، واستمرت حتى استقالتها عام 2010. انتخبت بعد ذلك لرئاسة مجلس أمناء المعهد ما بين 2010-2013.
كما قدمت عشرات الأبحاث والدراسات وأوراق العمل في المجالات الاقتصادية والسياسية والإدارة العامة في المؤتمرات والندوات المحلية والدولية. ولها عشرات المقالات، تم تضمين بعضها في كتاب "هموم فلسطينية" الصادر عام 1998.